# Nissolia fruticosa
Nissolia fruticosa är en ärtväxtart som beskrevs av Nikolaus Joseph von Jacquin. Nissolia fruticosa ingår i släktet Nissolia och familjen ärtväxter.

## Underarter
Arten delas in i följande underarter:
- N. f. fruticosa
- N. f. guatemalensis